# Episodi di Marianne
La prima stagione della serie televisiva Marianne è stata pubblicata su Netflix il 13 settembre 2019.
| n. | Titolo originale         | Titolo italiano                | Prima TV          |
| -- | ------------------------ | ------------------------------ | ----------------- |
| 1  | Tu les rêves             | I tuoi sogni                   | 13 settembre 2019 |
| 2  | C'est coutume!           | Tradizione                     | 13 settembre 2019 |
| 3  | Je ne suis pas un cadeau | Una persona difficile          | 13 settembre 2019 |
| 4  | C'est un beau moment     | Un bel momento                 | 13 settembre 2019 |
| 5  | Tu l'as laissée ...      | Tu l'hai lasciata              | 13 settembre 2019 |
| 6  | Pour les souvenirs?      | Ricordi                        | 13 settembre 2019 |
| 7  | On était trop petit      | Eravamo piccoli per certe cose | 13 settembre 2019 |
| 8  | On est mardi             | Martedì                        | 13 settembre 2019 |

## I tuoi sogni
Caroline, una giovane donna sciatta e imbruttita, trova la madre intenta a mutilarsi con un coltello col quale si cava un dente, che consegna a Caroline con l'incarico di portarlo "a Emma". Si tratta di Emma Larsimon, amica d'infanzia di Caroline, divenuta scrittrice di successo con una serie horror che ha per protagonista Lizzie Larck e il suo scontro con la strega Marianne, moglie del Diavolo. Emma sta tenendo una conferenza relativa all'ultimo libro che chiude definitivamente la saga di Lizzie e, durante la firma delle copie, riceve la visita di Caroline. Questa la informa che sua madre crede di essere Marianne e vuole vederla. Quando Emma si rifiuta, affermando che Marianne è solo un personaggio nato dalla sua fantasia, Caroline le dà il cimelio insanguinato da parte della madre, mostrandole le incisioni che la donna le ha praticato sull'addome in una lingua misteriosa. Caroline viene portata via dalla sicurezza mentre ripete di "non voler essere la prossima". Emma, scossa dall'avvenimento, esce a ubriacarsi con la sua assistente Camille e le confessa che da bambina aveva incubi su Marianne che si sono interrotti quando ha iniziato a scrivere della strega. Tornata a casa, si infila nel letto dove c'è il suo fidanzato Pierre, con il quale aveva appuntamento a cena in un ristorante dove però non è andata. Quella notte Emma ha un altro incubo su Marianne e la mattina scopre che Pierre l'ha lasciata. Caroline si presenta alla casa editrice di Emma e si impicca davanti a tutti dopo averle detto che sua madre vuole che continui a scrivere altrimenti prenderà i suoi genitori e averle dato una croce che porta al collo. La scrittrice decide di tornare dai genitori, che da giorni sta cercando inutilmente di rintracciare al telefono, sebbene i loro rapporti si siano interrotti da anni, e fa riferimento a un fatto, risalente alla sua infanzia con gli amici, e a un faro. Accompagnata da Camille, Emma parte per raggiungere la madre e il padre a Elden, cittadina dove lei stessa ha vissuto da giovane; durante il viaggio Emma spiega anche a Camille che l'unica domanda a cui Marianne è obbligata a rispondere è quella relativa al suo nome, quindi la strega può eludere la domanda ma non mentire su chi effettivamente sia. Nei pressi del faro, Emma sente Marianne che la chiama e incontra Padre Xavier, una vecchia conoscenza del suo passato, il quale le dice di aver dato lui la croce a Caroline per proteggerla e le intima di andarsene perché lì nessuno la vuole. Emma e Camille visitano la signora Daugeron, madre della defunta Caroline, che sembra disinteressata alla morte della figlia. Vengono invitate per un tè dalla donna, che si comporta in modo chiaramente squilibrato e sembra conoscere informazioni personali su Emma. Le due ragazze fuggono e la signora Daugeron le insegue in strada ordinando nuovamente a Emma di scrivere ancora, altrimenti i suoi genitori saranno i prossimi. A casa dei genitori, Emma trova un altro cimelio insanguinato di Marianne attaccato alla porta ed entra temendo per la loro vita, ma li trova sulle scale completamente nudi intenti in un rapporto sessuale. La madre le invita a rimanere a cena, durante la quale il padre attacca duramente la figlia, mentre la madre si mostra più accondiscendente. Nella notte Camille si alza per andare in bagno e vede la signora Larsimon nuda all'ingresso di casa. Improvvisamente la donna inizia a vomitare e quando Camille le chiede se abbia bisogno di aiuto, viene assalita dal padre di Emma, anche lui nudo e pieno di segni sul corpo. L'uomo le dice "non siamo noi". Emma viene svegliata dall'allarme che scatta ed esce fuori casa dove vede i genitori avviarsi nudi nel bosco. Spaventata cerca di seguirli, chiedendo loro di perdonarla, ma viene assalita dal padre che le urla "Scrivi!". Emma sviene.

## Tradizione
Camille si ritrova sola in casa e riceve la telefonata di un presunto agente che chiama per il controllo dell'allarme. In effetti si tratta di Marianne che la blocca in soggiorno con un inganno per poi manifestarsi a lei. In quel momento Emma torna a casa ferita alla testa per la caduta e la mattina dopo l'ispettore Ronan si presenta per indagare sulla scomparsa dei signori Larsimon. Sulla porta della casa trovano un altro cimelio insanguinato probabilmente lasciato da Marianne, ma il poliziotto non può arrestare la signora Daugeron come richiesto da Emma perché tecnicamente non ha fatto nulla di male. Accetta comunque di interrogarla dopo aver chiesto a Emma e Camille di non uscire da casa. Le due decidono invece di introdursi in casa della Daugeron mentre questa è assente perché Emma è convinta che i genitori siano vittime di un suo incantesimo. Dentro casa trova alcune foto con il vecchio gruppo dei suoi amici e uno dei libri su Lizzie scarabocchiato in una lingua incomprensibile. Mentre con Camille cerca di forzare una porta chiusa dietro la quale sembra ci sia qualcuno, la Daugeron fa ritorno e inizia a mutilarsi un braccio con un coltello ordinando a Emma di scrivere; le due ragazze fuggono terrorizzate. Ronan visita Pat, un amico che gestisce un negozio di feticci magici, ma la vista del cimelio della strega scatena la sua reazione spaventata, dovuta al fatto che si tratta di una stregoneria pericolosa in quanto rende gli umani vulnerabili agli incantesimi. L'ispettore prende una collana contro i demoni, ma Pat afferma che non servirà a proteggere coloro che hanno ricevuto il cimelio perché ormai sono maledetti. Sulla scogliera Emma incontra Aurore, sua amica d'infanzia, con la quale parla di qualcosa accaduto quindici anni prima alla scuola del faro, qualcosa che ha sconvolto tutti, e che la invita ad andare al funerale di Caroline il giorno dopo, ma Emma dice che non ci andrà. Una volta a casa, sente suo padre che la supplica di scrivere o Marianne farà loro ancora del male. La ragazza ha una visione di Marianne in una buca nel terreno (che ritorna spesso in vari flash) che le dice di scrivere entro martedì. La signora Daugeron incontra Emma e la conduce al funerale di Caroline, dove sputa negli occhi del cadavere della figlia nella bara. Emma scappa dalla chiesa e viene raggiunta dal suo vecchio gruppo di amici, Aurore, Seby, Tonio e Arnaud. Poco dopo arriva anche Camille e con loro Emma si ubriaca ricordando i tempi passati insieme a Caroline. Arnaud invia a Camille un articolo molto duro che da giovane Emma ha scritto su sua madre per il giornale della scuola. Una volta a casa Camille legge l'articolo e chiede all'amica perché lo abbia scritto. Emma si arrabbia con lei per averlo letto nonostante alla scogliera avesse promesso di non farlo e si chiude in camera dove, incitata dalle voci, si mette a scrivere un nuovo libro intitolato "Rinascita" che inizia con la morte di cinque mucche annegate in mare e cinque bambini che si impiccano. A parlare è Lizzie, che risorge dalla tomba per continuare la sua lotta contro Marianne.

## Una persona difficile
Tonio e Arnaud sono al lavoro e parlano del loro amore giovanile per Emma, quindi scoprono che le loro nasse da pesca sono vuote e trovano inoltre cinque mucche annegate misteriosamente in mare. La madre di Emma fa ritorno a casa ma si chiude in bagno e quando arriva Ronan gli dice che la figlia ha spezzato il suo amore per lei e ormai sente solo un grande vuoto dentro. Emma se ne va su richiesta dell'ispettore. Con Camille si ubriaca al molo, quando vengono invitate a cena a casa di Seby, che presenta loro sua moglie incinta Sophie e il figlio della donna da un precedente marito, Hugo. Emma si comporta in modo pessimo, continuando a bere, facendo allusioni sulla giovanile relazione con Seby, mettendo in dubbio la paternità del bambino in grembo a Sophie e cercando di flirtare con lui nonostante venga respinta. All'improvviso Hugo scompare. Intuendo cosa sia successo, Emma porta Camille e Seby alla scuola del faro dove il bambino e altri quattro piccoli si sono impiccati a un'altalena; riescono comunque a salvarli in tempo. Tornate a casa, Camille decide di abbandonare l'amica, nonostante la sua richiesta di aiuto perché ormai ha capito che quello che scrive diventa reale. Emma si scusa con sua madre che la perdona, poi va in chiesa per rubare l'acqua santa e una croce di ferro. Quindi si dirige a casa della signora Daugeron dove riesce a legarla e cerca di esorcizzare Marianne, ferendola e costringendola a palesarsi. Mentre sta per finirla, riceve la telefonata di Ronan che le dice di aver trovato il padre. L'uomo è in coma all'ospedale, si trovava in un edificio abbandonato chino in mezzo a delle candele e attorniato da cimeli di strega. Emma lascia la signora Daugeron legata e va in ospedale dal padre. L'uomo è incosciente ma lei gli promette che gli porterà la moglie. Una volta tornata a casa, però, scopre che la madre è stata pugnalata a morte proprio dalla signora Daugeron, che ancora si nasconde in cima alle scale. Accecata dalla rabbia, Emma cerca di strangolarla ma viene fermata da Camille che è tornata dall'amica. Questa tenta di rianimare l'anziana signora, che assume l'aspetto di Marianne facendola cadere dalle scale per la paura. Lo spirito della strega abbandona il corpo della signora Daugeron.

## Un bel momento
Camille è ricoverata in ospedale nella stessa stanza del signor Larsimon, anche lei in coma. Dopo il funerale della madre, Emma viene informata dall'ispettore Ronan che la signora Daugeron vuole parlarle; non è più posseduta da Marianne, ma ha perso gli occhi dato che la strega "non se ne va mai a mani vuote". La donna ammette quello che ha fatto, sostenendo che Marianne l'ha costretta portandola in un posto chiamato acque scure. Afferma che la strega è sempre esistita ma che ora è legata a Emma. Se la strega glielo chiederà, lei dovrà riprendere a scrivere. La signora Daugeron chiede anche all'ispettore Ronan di cercare suo marito Philippe al quale crede Marianne abbia fatto del male. Ronan infatti lo trova nella stanza chiusa della sua casa, circondato da cimeli di strega fatti con la pelle dell'uomo stesso, e trova anche un libro scritto in una lingua maledetta. Ronan si fa aiutare ancora dal riluttante Pat per ottenere informazioni relative ai processi alle streghe avvenuti a Elden nel XVII secolo e l'uomo gli svela anche il punto debole di Marianne, cioè il suo vero nome. Dopo aver rubato il registro dei processi dalla chiesa, contro la volontà di Padre Xavier, Ronan viene a sapere da Pat che il sigillo sul libro associato alle streghe appartiene al potente re demone Beleth. Pat vuole anche che l'amico gli dica addio per l'ultima volta. Emma ha un incubo sulla nascita del figlio di Seby, in cui Sophie partorisce un mostro che la uccide. Quando scopre che la coppia sta davvero per avere il bambino, va in paranoia e cerca di impedire che accada fin quando scopre che il bambino è nato senza alcuna complicazione. Leggendo il registro del processo, Ronan scopre che il cognome di Marianne è Basselin e che la sua storia è costellata da numerosi incidenti e morti a lei associati, tra cui quello del suo primo figlio bruciato nella culla. Significativo è l'episodio in cui la donna si reca nel bosco con i due figli avuti successivamente per poi tornare da sola, quindi uccide il marito e si proclama sposa di Beleth; poco dopo viene catturata, bruciata e sepolta assieme al patto col demone, dopo aver urlato a tutti la sua maledizione. Quella notte Emma torna a essere tormentata da Marianne, Tonio viene rapito dalla strega mentre lavora al molo e Aurore riceve la visita dall'oscuro spirito della sorellina morta che accusa Emma di quanto accadutole. All'ospedale il figlio appena nato di Seby scompare dalla culla, dove rimane solo un cimelio della strega.

## Tu l'hai lasciata
In un flashback, la giovane Emma viene tormentata da incubi notturni su Marianne. Ne parla ai suoi amici e Caroline decide che devono tentare una seduta spiritica per comunicare con l'entità maligna. Tutto il gruppo accetta, nonostante all'inizio Aurore sia contraria, e si radunano di notte alla scuola del faro per utilizzare una tavola Ouija. Mentre Caroline invoca Marianne, questa possiede Emma comunicando a Caroline sarà lei a impiccarla, ad Arnaud che deve prendersi cura del fratello Tonio perché non resterà a lungo con lui, a Seby che non avrà figli perché li prenderà tutti lei e ad Aurore che lei non se ne va mai a mani vuote, prima di sputarle in faccia e svenire. Gli amici si arrabbiano con Emma pensando a una farsa, senza credere che fosse davvero posseduta da Marianne. Il giorno dopo Emma si trova alla scuola del faro con Lucille, la sorellina di Aurore, che si nasconde per obbligarla a giocare a nascondino. La ragazza la cerca ma si imbatte in Marianne che uccide Lucille nascosta in un congelatore. Emma trova il cadavere della bambina e fugge sconvolta. Dopo un'altra notte di incubi, si rivolge a Padre Xavier per chiedere aiuto. L'uomo le spiega che Marianne è reale e si è legata a lei, le consiglia di ferire i suoi genitori per convincerli a mandarla via affinché tutte le persone che ama siano al sicuro dalla strega. Emma allora scrive l'articolo contro la madre e causa problemi sempre più grandi alla comunità, finché viene allontanata dalla cittadina. Alla partenza va a salutarla solo Seby; le dichiara il suo amore e le dice che capisce che dietro al suo comportamento ci deve essere una ragione. Da quel momento Emma comincia a scrivere di Lizzie e di Marianne.
Nel presente, Emma è con Ronan a cui ha raccontato tutta la storia e vogliono capire come fermare la strega. Vengono raggiunti da Seby che li informa che Marianne ha preso suo figlio. I tre decidono di cercarla.

## Ricordi
Ronan spiega a Emma e Seby che gli episodi raccapriccianti raccontati da Emma nei suoi libri sono accaduti davvero dopo la loro pubblicazione, ma che è proprio la strega a servirsi di Emma per commettere i suoi crimini. Nel tentativo di uccidere Marianne, Emma prova a scrivere la sua morte, ma dopo un breve incubo scopre di aver scritto qualcosa di completamente diverso senza averne ricordo. Il giorno dopo, Emma va alla scuola del faro con Ronan, Seby, Arnaud e Aurora per cercare di distruggere la strega. Ronan tenta di costringere Marianne a rivelarsi chiamandola col suo vero nome, ma non funziona e, dopo diversi spaventi, il gruppo è costretto a rimanere lì per la notte, bloccato dalla marea. All'ospedale, durante l'invocazione di Ronan, Camille, posseduta dalla strega, terrorizza il signor Larsimon e cerca di attaccare un'infermiera prima di levitare e collassare a terra quando sente il suo nome. Al faro Aurore parla con Arnaud dei suoi sentimenti giovanili per lui e gli confessa di amarlo ancora ma lui la respinge.
Ronan capisce che Marianne è arrivata tra loro e si è impossessata del suo corpo, quindi si uccide con una pistola.

## Eravamo piccoli per certe cose
In una scena ambientata nel passato, si assiste alla sepoltura della strega Marianne. Un sacerdote è mandato nella tomba prima che venga riempita di terra affinché bruci il suo patto con il demone ma, mentre esegue l'atto, il cadavere prende vita e lo assale, spingendolo a fuggire in preda al terrore prima che il documento bruci completamente. Agli altri racconta di averlo distrutto.
Nel presente, lo spirito di Marianne esce dal cadavere di Ronan e, dopo aver posseduto il cane di Padre Xavier, insegue il resto del gruppo che si separa. Aurore con Seby si rifugia nella scuola dove incontra la sorellina Lucille la quale le dice che Emma era lì quando è morta e non l'ha salvata, mentre a Seby dice che se Emma scriverà entro martedì lui riavrà il suo bambino. Arnaud incontra Tonio sulla scogliera che gli dice di essere prigioniero e che Emma deve scrivere di lui entro martedì affinché possa tornare. Il gruppo si riunisce nella scuola dove Aurore è attaccata da Marianne e riceve da Emma la collana protettiva di Ronan. Seby e Arnaud fanno pressione a Emma affinché scriva come richiesto dalla strega, sebbene lei cerchi di rifiutare perché ha paura che così accadranno cose peggiori. Aurore chiede all'amica la verità sulla morte di Lucille e lei ammette di essere stata presente ma di averla trovata troppo tardi, chiede perdono agli amici ma Seby le dice che è imperdonabile. Dopo aver tentato di convincere Emma a scrivere puntandole contro una pistola, Arnaud si sacrifica e Marianne lo prende dicendogli che Tonio è morto annegato. Tornata a casa Emma, sconfitta, accetta di rimettersi a scrivere le nuove avventure di Lizzie Larck e subito il figlio di Seby gli viene restituito. Seby si presenta da Emma arrampicandosi sulla finestra e i due hanno un rapporto come quello che non erano riusciti ad avere da adolescenti. La mattina dopo la ragazza riceve la visita di Padre Xavier che tenta di esorcizzarla dopo averla colpita con un crocifisso.

## Martedì
Emma raggiunge la sua stanza nel tentativo di sfuggire a Padre Xavier. Quando l'uomo vede sul computer di Emma che ha iniziato a scrivere, capisce che è troppo tardi. Le dimostra che non l'ha realmente picchiata, ma il sangue è dovuto agli effetti dell'acqua santa su di lei, ormai posseduta da Marianne avendo ceduto alla sua volontà. La prova definitiva è quando il prete le chiede se sia Marianne e lei è costretta a rispondere di sì, dato che non può mentire sul proprio nome. Emma, sotto l'influenza della strega, spara a Padre Xavier quando questi le chiede dove sia la sua tomba per poterla bruciare. Padre Xaier le dice che la strega ha sempre voluto impossessarsi del suo corpo e lei scrivendo ha assecondato questo desiderio. In un flashback Emma ricorda quando da bambina era stata attirata da Marianne in una buca nel terreno del giardino e le aveva detto che l'avrebbe sognata sempre e un giorno lei l'avrebbe svegliata. La strega vuole vendicarsi di coloro che l'avevano bruciata e Padre Xavier lo sa. Emma vede la strega in casa e quando esce in giardino ritrova la buca dentro un capanno. Emma tira fuori la strega, le due donne si abbracciano. In una realtà alternativa Emma, accompagnata da Marianne, cammina lungo l'acqua scura per andare nella grande città dall'Uomo Nero. Intanto a casa Emma/Marianne accoltella Padre Xavier. Arriva Aurore e si rende conto che Emma è posseduta. Dopo aver cercato invano di minacciarla di morte, le passa il ciondolo datole in precedenza dall'amica che torna brevemente in sé dicendole di fuggire e che si occuperà lei di Marianne. Mentre un breve flashback mostra Padre Xavier bambino che promette di diventare prete per combattere il male, nel presente l'uomo ferito cerca di dare fuoco alla tomba di Marianne nonostante venga assalito dai demoni. Anche Emma cerca di uccidersi per sconfiggere definitivamente la strega, combattendola sia nella vita che nella realtà alternativa. Xavier riesce a distruggere la tomba dandole fuoco, morendo a sua volta nel rogo, mentre Emma contrasta una volta per tutte Marianne. Emma e Aurore in ospedale capiscono che la strega è morta per sempre. Camille deve essere dimessa il giorno dopo sebbene non parli da quando si è svegliata, forse per lo shock, mentre Emma si riconcilia con il padre, ora a casa guarito. Emma si accinge a lasciare nuovamente la città con Camille, quindi posa una rosa sui gradini della chiesa e va a salutare Seby. Durante la conversazione menziona la notte passata insieme, ma Seby nega la cosa e si arrabbia pensando che si sia inventata tutto. In macchina Emma ricorda nuovamente l'episodio e stavolta riconosce in Seby un demone che ha preso le sue sembianze, ma cerca di convincersi che è stato solo un sogno. Durante il viaggio Emma si sente spesso male, finché Camille le compra un test di gravidanza che risulta positivo.